# Frank Stöckle
Frank Stöckle (* 1964 in Stuttgart) ist ein deutscher Musiker, Hörspielsprecher, Schauspieler und Autor.

## Leben
Frank Stöckle absolvierte von 1988 bis 1992 sein Schauspielstudium an der Hochschule für Musik und Darstellende Kunst Stuttgart mit Diplom. Danach folgten Engagements als Schauspieler, Sänger und Kabarettist unter anderem am Staatstheater Stuttgart, in Luxemburg, an der Mannheimer Klapsmühl´, am Kabarett der Galgenstricke und an der Württembergischen Landesbühne Esslingen.
Stöckle spielte in verschiedenen Fernsehfilmen und -serien mit, zum Beispiel in Tatort, Rommel, The Call oder Täterätää – Die Kirche bleibt im Dorf 2. Außerdem wirkte er als Sprecher in Hörbüchern, Hörspielproduktionen und Literatursendungen mit. Er war über 10 Jahre als Senderstimme für den Sender Arte tätig. Die ARD-Hörspieldatenbank enthält (Stand: Dezember 2023) für den Zeitraum von 1989 bis 2022 insgesamt 167 Datensätze, bei denen Frank Stöckle als Sprecher geführt wird.
Zudem wirkt Stöckle auch als Sänger mit Gitarre in Bühnenprogrammen mit.

## Hörspiele  (Auswahl)
- 2002: Umberto Eco: Baudolino – Regie: Leonhard Koppelmann

## Filmografie (Auswahl)
- 1993: Tatort: Bienzle und die schöne Lau
- 1997: Tatort: Bienzle und der tiefe Sturz
- 2012: Rommel[3]
- 2013: Tatort: Die schöne Mona ist tot
- 2013: Die Kirche bleibt im Dorf
- 2015: Täterätää – Die Kirche bleibt im Dorf 2[4]
- 2019: Niemand darf der Folter unterworfen werden[5]
- 2022: Mit dem Zug auf St. Kitts[6]